# آقای مجستیک
آقای مجستیک (انگلیسی: Mr. Majestyk) فیلمی در ژانر اکشن و درام به کارگردانی ریچارد فلایشر است که در سال ۱۹۷۴ منتشر شد. فیلم در مورد مزرعه‌داری است که طی حوادثی پایش به زندان باز می‌شود و در آنجا به یک قاتل حرفه ای برخورد می‌کند. دوستان قاتل در حین جابجایی زندانیان می‌خواهند او را فراری بدهند و از اینجا کار مزرعه‌دار سخت می‌شود...

## بازیگران
- چارلز برانسون
- آل لتیری
- لیندا کریستال
- لی پورسل
- جردن رودز
- فرانک ماکسول
- آلخاندرو ری